# جوني باتشيكو
جوني باتشيكو (بالإنجليزية: Johnny Pacheco)‏ هو مغني ومنتج أسطوانات وملحن أمريكي ودومينيكاني، ولد في 25 مارس 1935 في سانتياغو دي لوس كاباليروس في جمهورية الدومينيكان.

## وصلات خارجية
- جوني باتشيكو على موقع IMDb (الإنجليزية)
- جوني باتشيكو على موقع ميوزك برينز (الإنجليزية)
- جوني باتشيكو على موقع أول ميوزيك (الإنجليزية)
- جوني باتشيكو على موقع ديسكوغز (الإنجليزية)